# 于爾達諾峰
61°25′36″N 8°09′01″E / 61.42667°N 8.15028°E

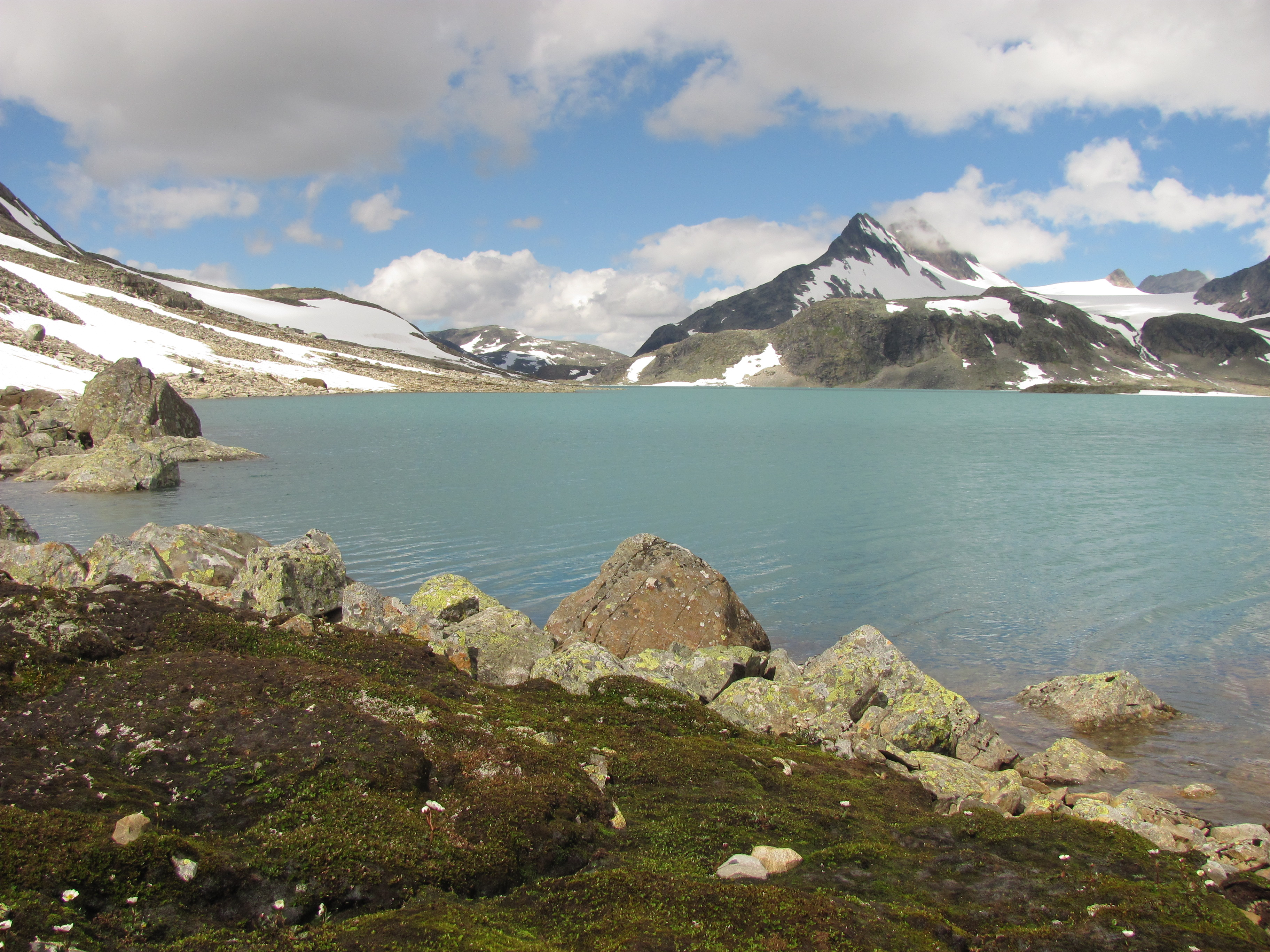

于爾達諾峰是挪威的山峰，位於該國南部，處於韋斯特蘭郡和內陸郡接壤的邊界，距離首都奧斯陸220公里，屬於尤通黑門山脈的一部分，海拔高度2,131米。